# Diócesis de Lurín
La diócesis del Lurín (en latín: Dioecesis Lurinensis) es una circunscripción eclesiástica de la Iglesia católica en Perú. Se trata de una diócesis latina, sufragánea de la arquidiócesis de Lima. Desde el 17 de junio de 2006 su obispo es Carlos García Camader.

## Territorio y organización
La diócesis tiene 808 km² y extiende su jurisdicción sobre los fieles católicos de rito latino residentes en los distritos de la parte meridional de la provincia de Lima en el departamento de Lima, de: San Juan de Miraflores, Villa el Salvador, Villa María del Triunfo, Pachacamac, Lurín, Punta Hermosa, Punta Negra, San Bartolo, Santa María del Mar y Pucusana. Limita por el norte con la arquidiócesis de Lima, por el noreste con la diócesis de Chosica, y por el sur y sureste con la prelatura territorial de Yauyos.
La sede de la diócesis se encuentra en el distrito de San Juan de Miraflores, en donde se halla la Catedral de San Pedro Apóstol.
En 2021 en la diócesis existían 51 parroquias:

## Historia
La diócesis fue erigida el 14 de diciembre de 1996 con la bula Quo fructuosius del papa Juan Pablo II, obteniendo el territorio de la arquidiócesis de Lima.
El 28 de febrero de 1998 fue inaugurado el seminario diocesano dedicado a san Juan Bosco.
El obispo Carlos Enrique García Camader, fue nombrado por el papa Benedicto XVI el 17 de junio de 2006.

## Estadísticas
Según el Anuario Pontificio 2022 la diócesis tenía a fines de 2021 un total de 1 287 530 fieles bautizados.
| Año                                                                             | Población            | Población | Población      | Sacerdotes | Sacerdotes    | Sacerdotes    | Bautizados por sacerdote | Diáconos permanentes | Religiosos | Religiosos | Parroquias |
| Año                                                                             | Bautizados católicos | Total     | % de católicos | Total      | Clero secular | Clero regular | Bautizados por sacerdote | Diáconos permanentes | Varones    | Mujeres    | Parroquias |
| ------------------------------------------------------------------------------- | -------------------- | --------- | -------------- | ---------- | ------------- | ------------- | ------------------------ | -------------------- | ---------- | ---------- | ---------- |
| 1999                                                                            | 1 800 000            | 2 000     | 90.0           | 52         | 34            | 18            | 34 615                   | 4                    | 72         | 124        | 27         |
| 2000                                                                            | 2 250 000            | 2 500 000 | 90.0           | 53         | 35            | 18            | 42 452                   | 4                    | 72         | 124        | 27         |
| 2001                                                                            | 2 250 000            | 2 500 000 | 90.0           | 53         | 35            | 18            | 42 452                   | 4                    | 72         | 124        | 27         |
| 2002                                                                            | 2 244 000            | 2 500 000 | 89.8           | 50         | 34            | 16            | 44 880                   | 4                    | 60         | 134        | 31         |
| 2003                                                                            | 2 300 000            | 2 700 000 | 85.2           | 63         | 30            | 33            | 36 507                   | 5                    | 88         | 134        | 30         |
| 2004                                                                            | 2 313 000            | 2 721 000 | 85.0           | 68         | 29            | 39            | 34 014                   | 4                    | 88         | 134        | 31         |
| 2013                                                                            | 2 542 000            | 2 967 000 | 85.7           | 80         | 50            | 30            | 31 775                   | 3                    | 75         | 168        | 44         |
| 2016                                                                            | 1 210 624            | 1 572 239 | 77.0           | 100        | 70            | 30            | 12 106                   | 3                    | 62         | 112        | 50         |
| 2019                                                                            | 1 249 730            | 1 623 000 | 77.0           | 112        | 73            | 39            | 11 158                   | 3                    | 77         | 123        | 51         |
| 2021                                                                            | 1 287 530            | 1 672 000 | 77.0           | 103        | 60            | 43            | 12 500                   | 2                    | 75         | 114        | 51         |
| Fuente: Catholic-Hierarchy, que a su vez toma los datos del Anuario Pontificio. |                      |           |                |            |               |               |                          |                      |            |            |            |

## Episcopologio
- José Ramón Gurruchaga Ezama, S.D.B. † (14 de diciembre de 1996-17 de junio de 2006 retirado)
- Carlos García Camader, desde el 17 de junio de 2006